# لشک بالتسروویتس
لشک بالتسروویتس (انگلیسی: Leszek Henryk Balcerowicz؛ زادهٔ ۱۹ ژانویهٔ ۱۹۴۷) یک سیاست‌مدار و اقتصاددان اهل لهستان است. وی تاکنون سمت‌های مهمی از جمله معاونت نخست‌وزیری و وزارت دارایی در کابینه‌های تادوش مازویچی، یان کشیشتوف بیلتسکی و جرزی بوزک را بر عهده داشته‌است.
وی را بیشتر به‌دلیل اجرای یک طرح تحول اقتصادی در لهستان در دهه ۱۹۹۰ میشناسند.